# Caiophora prietea
Caiophora prietea là một loài thực vật có hoa trong họ Loasaceae. Loài này được (Gay) Urb. & Gilg mô tả khoa học đầu tiên năm 1894.